# Frerola
Frerola è una frazione del comune bergamasco di Algua posta in altura rispetto al capoluogo, col quale non ha continuità territoriale essendone separato dal comune di Costa Serina.

## Storia
La località è un piccolo villaggio agricolo di antica origine, frazione del comune di Serina fino al 1550, quando il governo della Repubblica di Venezia lo costituì in municipio a sé stante. I due paesi costituirono comunque sempre due diverse parrocchie.
Il paese tornò frazione dopo tre secoli e mezzo su ordine di Napoleone, ma gli austriaci annullarono la decisione al loro arrivo nel 1815 con il Regno Lombardo-Veneto, sancendo comunque l'unione con Pagliaro.
Dopo l'unità d'Italia il paese crebbe da duecento a più di quattrocento abitanti. Fu il fascismo a decidere la soppressione del comune riunendolo ad Algua di Costa Serina.
A Frerola il cognome più diffuso è Micheli.